# Mamã Kuiba
Catarina Natália Veríssimo da Costa (Luanda, 25 de dezembro de 1945), mais conhecida como Mamã Kuiba, é uma influenciadora digital, vendedora, cozinheira e ativista angolana. É principalmente conhecida por tornar-se divulgadora da gastronomia angolana a nível nacional e no estrangeiro. Uma das mais antigas quitandeiras do mercado dos congoleses em Luanda, é considerada heroína da comunidade do bairro do Cassequel do Buraco e símbolo da gastronomia e da cultura angolana em todo o mundo.

## Biografia
Mamã Kuiba nasceu no município do Rangel, no bairro Marçal, e é conhecida no seu núcleo familiar por Natália por ter nascido no dia do Natal. Ela é filha de quitandeira e a mais nova de oito irmãos. Ela começou a cozinhar seus primeiros pratos aos 12 anos, mas foi só nos anos oitenta - depois de uma vida de casada com 12 filhos - por incentivo de sua irmã mais velha, que Mamã Kuiba começou a trabalhar fora de casa vendendo bebidas no mercado.
Nos anos 1980 e 1990, Mamã destaca-se como cozinheira uma vez que abriu uma barraquinha de comes e bebes chamada "Mamã Kuiba" (que significa "feio" em língua quimbundo), no mercado de Luanda. Iniciou-se no mercado a vender bebidas, e era lá que também preparava refeições para os filhos e o marido. As refeições começaram a ser conhecidas entre os restantes vendedores que lhe pediam para cozinhar para eles e foi assim que começou a vender as refeições que ia preparando. Mais tarde, acabou por abrir um restaurante exatamente com o mesmo nome.
Além da gastronomia, Mamã Kuiba destacou-se na sensibilização sobre a importância da higiene alimentar e tornou-se, igualmente, numa influenciadora social, nomeadamente no combate à violência contra as mulheres e na luta contra o cancro da mama.

## Reconhecimento e prémios
- 2009 e 2010 - Eleita na categoria Diva do Povo, na Gala Divas Angola.[7]
- 2010 - Prêmio Carreira, nos prêmios Angola 35 Graus.[7]
- 2015 - foi homenageada nas festividades do Março-Mulher, organizado pelas Mulheres Guerreiras da Tribuna.[6]